# 영미 단위계

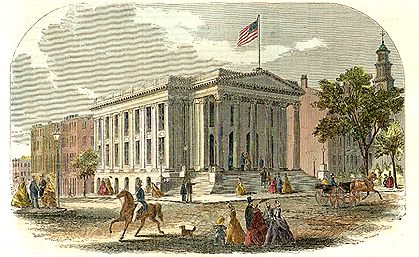
1850-60년경의 신시내티 세관 건물 전경.
정부는 세금을 편하고 정확하게 징수하기 위해 도량형을 통일한다. 미국에서는 의회가 아닌 재무부가 도량형 통일에 앞장섰다.

영미 단위계(英美 單位系, 영어: Imperial and US customary measurement systems) 또는 야드파운드법(일본어: ヤード・ポンド法)은 모두 고대 로마 단위계, 카롤링거 및 색슨식 단위계로 거슬러 올라가는 초기 영국 단위계에서 파생된 단위계다.
영미 단위계는 크게 영국식과 미국식 단위계 2개로 나누어진다. 미국 관용단위계(United States customary units)는 미국 독립 혁명 이후 13개 식민지에서 사용되었던 영국 단위계의 일부를 기반으로 개발, 사용된 단위계다. 현재는 공식적으로 푸에르토리코와 괌을 제외한 미국(둘은 미터법을 공식적으로 사용)에서 사용하고 있는 단위계다. 제국 단위계는 1826년 개발되어 대영 제국과 그 제국 영토에서 사용한 단위이다. 그 정도와 연도는 각각 다르지만 제국 단위계를 사용했던 국가는 거의 대부분 단위계를 미터법으로 전환했다.
대부분의 단위는 1066년 노르만인의 잉글랜드 정복 이후 다양한 방향의 변화를 겪었다. 길이 차원 단위 중 변화가 가장 적은 단위는 야드(엘을 대체함)와 체인으로 둘 다 잉글랜드에서 파생된 길이 단위이다. 피트는 원래 농업에서 사용되는 긴 발을 기준으로 한 단위었으나, 이후 장인이 사용하는 짧은 발을 기준으로 바뀌었다. 농업피트는 이전보다 10/11만큼 줄어들었으며 로드, 펄, 퍼치 단위가 15농업피트에서 16과 ½농업피트로 늘어났다. 펄롱과 에이커는 원래 토지의 가치를 나타내는 단위었으나 이후 넓이로 변한 다음에도 그 크기는 크게 변화하진 않았다. 파운드의 경우에는 지난 천 년간 크게 3가지 종류의 파운드를 사용했다. 귀금속에는 트로이 파운드를(5,760 그레인), 약사들은 약용 파운드를(5,760그레인), 일반적인 용도에는 상형 파운드(7,000그레인)를 사용했다. 약형 파운드와 트로이 파운드는 1파운드가 12온스(480그레인)으로 나눠지지만, 상형 파운드는 16온스(437.5그레인)으로 나눠진다. 또한 부피 단위인 갤런도 영국과 미국의 단위가 다른데 미국 액량갤런은 0.83영국갤런이며, 미국 건량갤런은 0.97영국갤런에 해당한다. 미국 액량갤런은 1826년 이전 잉글랜드에서 사용하던 와인 갤런을 기준으로 한다.
미국 독립선언 이후 미국 내 단위계는 현재의 미국 관용단위계(혹은 관습단위계)로 알려진 단위계로 발전했다. 영국은 1826년 제국 단위계를 도입하면서 측정 체계를 개혁했고 그 결과 미국과 영국은 같은 이름이지만 서로 다른 단위계를 사용하기 시작했다. 19세기 후반에는 1855년 영국 의회에서 채택한 표준단위계를 가져다 와 파운드와 야드 정의를 통일하러고 한 시도가 있었다. 하지만 이 표준은 미터협약에 따른 표준 단위계보다 정밀도가 좋지 못했다. 1960년에는 영미 양국이 미터와 킬로그램의 정의를 기반으로 파운드와 야드를 정의한 국제 야드파운드 통일조약에 합의했다. 기존 단위와 비교하면 몇백만 분의 1 정도의 차이만 났던 제국 단위계를 쓴 영국에서는 큰 영향이 없었으나, 미국에서는 이 차이가 커서 국제 단위계(international system)와 측량단위계(surveyors system)라는 두 단위계로 또 갈라졌다.

## 명칭
일반적으로 사용하는 “야드파운드법”이라는 단어는 길이는 야드, 질량은 파운드를 기본 단위로 한다는 일본과 한국에서의 호칭이다. 따라서 “yard-pound system (of units)”라는 단어는 일본어식 영어다.
영어에서는 1824년 기본 단위계가 전해져 당시 대영 제국의 구성국 각지에서 사용되었기 때문에 대영 제국에서 사용한 단위계는 제국 단위계라고 부르고 있다. 미국에서 사용하는 단위계는 미국 단위계(혹은 미국 관용단위계)라고 부른다. 역사적인 배경에 따라 같은 단위계 이름이라도 그 값이 서로 다른 경우가 있다. 이 문서에서는 영국의 제국 단위계와 미국 관용단위계 둘을 합쳐 설명한다.

## 영국 단위계

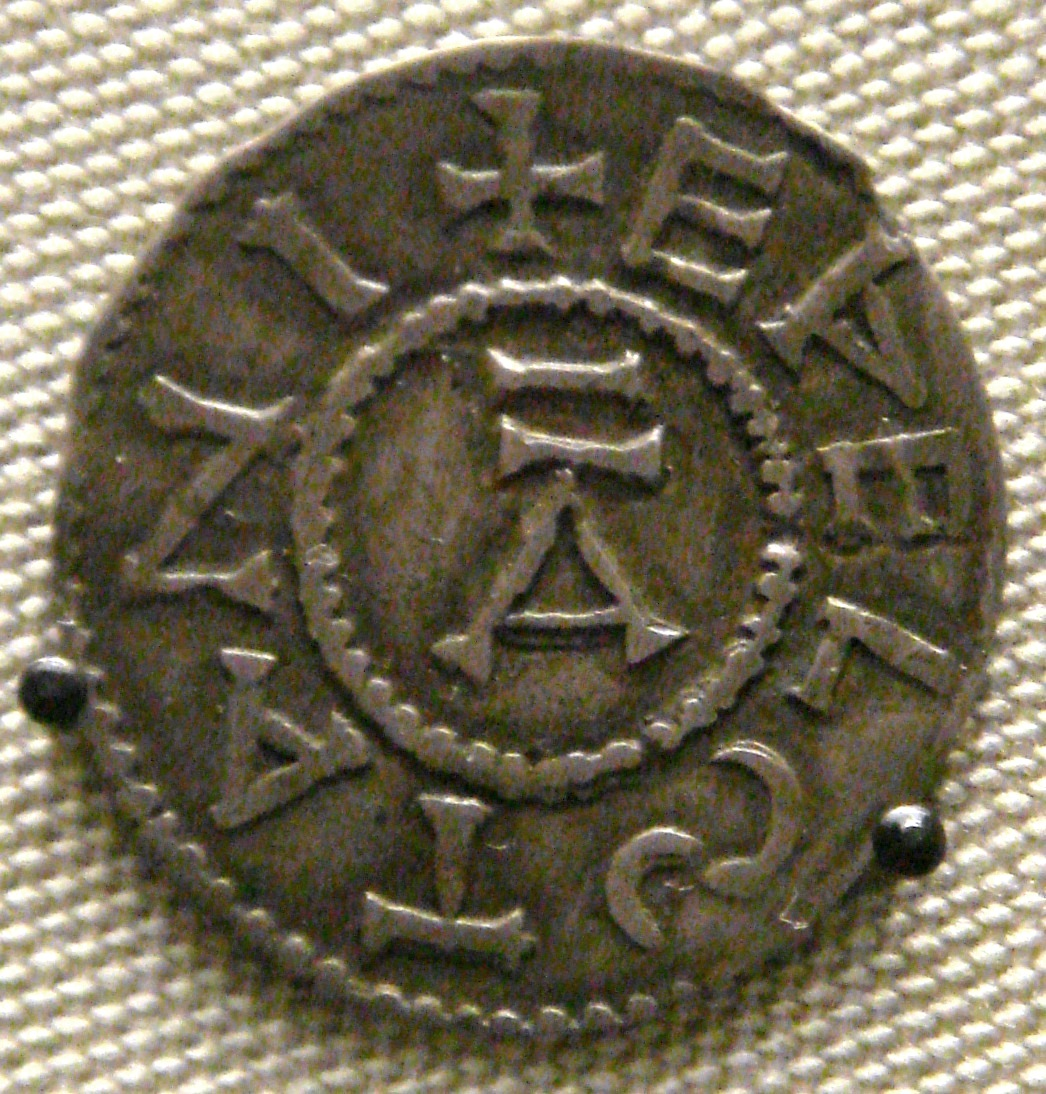
페니 무게(dwt)의 유래가 된 애설스탠(924-939)의 페니 은화

영국 단위계는 고대 로마 단위계, 카롤링거 및 색슨식 단위계의 조합에서 파생된 단위계이다. 영국 단위계는 1824년 정의, 1826년부터 발효된 제국 단위계와 1776년 이후 영국 단위계에서 파생된 미국 관용단위계의 선구자적인 단위계이다.
영국 단위계에 대한 가장 오래된 기록은 색슨인이 사용한 동전의 무게(즉 동전의 가치)와 관련이 있다. 오파가 도입한 페니의 무게는 20그레인(1.296 g)이다. 에드워드 장형왕은 무게를 26그레인(1.685 g)으로 올려 카롤루스 마그누스(샤를마뉴) 페니의 무게와 일치시켰다. 1066년 노르만인의 잉글랜드 정복 당시에는 페니가 24그레인(1.555 g)으로 줄어들었다. 이후 24 그레인은 페니 무게라 불리며 현대까지 귀금속의 무게 측정에 사용하는 트로이 온스 무게와 같은 트로이 무게 단위의 기반이 되었다.:44–48 에드워드 1세(1272-1307)는 예상했던 96그레인이 아닌 89그레인 무게의 그로트(4펜스) 동전을 도입하여 잉글랜드의 주화 가치를 떨어뜨리고 동전 무게와 가치와의 연관고리를 끊어버렸다. 그로트는 1350년대 경에는 무게가 72그레인까지 줄어들면서 더더욱 가치가 절하되었다.

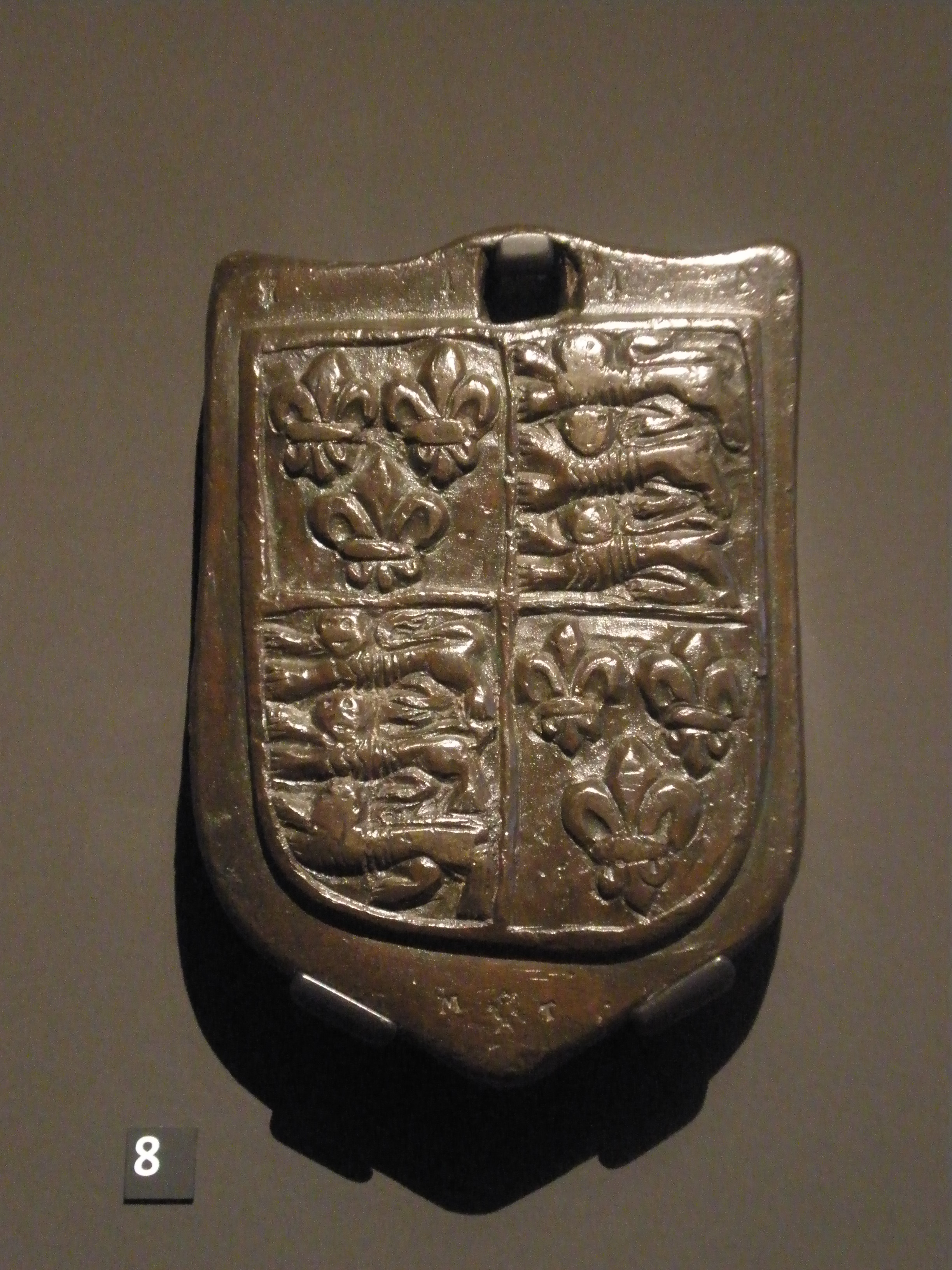
잉글랜드의 왕실 문장이 찍힌 14파운드(6.4 kg)의 청동식 양모 무게추(1550-1600년경, 빅토리아 앨버트 박물관 소장)

색슨 시기 토지는 경제적 가치와 넓이 두 가지 측면 모두를 측정했다. 둠스데이 북에서는 경제적인 가치를 측정하는 단위인 하이드를 사용했다. 다른 참고 문헌에서 사용하는 단위인 펄롱과 루드는 쟁기질과 관련된 단위이다. 특히나 루드는 길이로 따지면 15북독일피트이며, 1북독일피트는 335 mm(13.2인치)에 해당한다.:50 장인피트의 경우에는 북독일피트보다 더 짧았다.

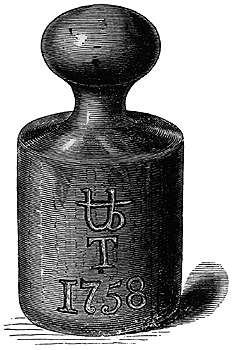
1834년 화재로 소실된 표준 트로이 파운드 도량형의 모습

무게와 도량의 통일화는 군주 치세마다 반복해서 발생하던 문제였다. 서기 965년 에드거 평화왕은 "왕의 치세를 통틀어선 단 하나의 도량형만 존재해야 한다"라고 말했다. 1197년 리처드 1세는 곡물과 콩, 와인과 에일의 측정 기준은 전 잉글랜드가 하나로 통일되야 한다고 말했다. 1215년 존 왕이 서명한 마그나 카르타에서는 위의 도량형이 옷에도 확대되었다. 1266년에서 1303년 사이 잉글랜드의 도량형은 야드와 퍼치 구성법(축약어로 컴포티지오로 부름)에 따라 근본적으로 개정되었다. 이 법은 헨리 3세 혹은 후계왕인 에드워드 1세가 제정한 법으로 이 법에 따라 신 피트는 구 피트의 정확하게 10/11배의 길이로 줄어들었으며 야드, 엘, 인치, 발리콘도 덩달아 똑같이 줄어들었다.(펄롱은 동일하게 유지되었지만 로드는 구 15피트에서 신 16+½피트로 변경되었다.)
1324년 에드워드 2세는 1인치를 3발리콘, 1피트를 12인치, 1야드를 3피트, 1퍼치를 5와 ½야드, 1에어커를 4×40의 면적으로 정의하여 길이 단위를 체계화했다. 엘(45인치로 약 114.3 cm. 직물 무역에서 계속 사용됨)과 체인(1620년 에드먼드 건터가 도입해 토지측량에 사용)을 제외한 이 단위들은 영국의 길이 단위계 기반을 형성했다. 하지만 단위 자체는 여러 번 재정의되었는데 헨리 8세 시기에는 황동으로 만든 표준 야드와 엘 단위계가 제조되었고 엘리자베스 1세 시대에는 청동으로 만든 표준으로 대체되었으며 1742년에는 과학적인 비교 결과 평균에서 최대 0.2%의 편차가 존재한다는 사실이 밝혀지면서 최종적인 표준 야드가 제안되었지만 실제로 제조하진 못했다.:122–123
중세 시기에는 양모 이외의 농산물을 대부분 부피 단위로 판매했으며 수년간 다양한 상품의 부셸과 갤런 단위가 개발되었다. 14세기 초부터 양모 무역에서는 1340년 에드워드 3세가 공식화한 상형 단위를 사용했다. 동시에 양모의 무게를 측정하는데 사용한 단위인 스톤은 공식적으로 14파운드로 정해졌다.:91–94
튜더 시대에는 영국의 도량형에 수많은 개혁이 이뤄졌다. 1496년 헨리 7세는 야드, 파운드, 갤런의 기준도량형을 황동으로 만들어 왕국 전역의 지정된 도시와 마을에 배포하라고 명령했다.:36 그와 함께 같이 사용되던 다른 단위계의 사용이 법적으로 금지되기도 했다. 1527년 헨리 8세는 타워 파운드(5,400그레인)와 상인 파운드(6,750그레인)의 사용을 금지했고,:105 1592년 엘리자베스 1세는 "법령 마일"(5,280피트, 그전까지 런던 마일이나 구 영국 마일은 5,000피트였음)의 사용만을 명령했다.:123
1707년 연합법에 따라 잉글랜드와는 독립적으로 자체 도량형을 사용하던 스코틀랜드는 영국 단위계를 정식으로 수용하며 기존의 스코틀랜드식 단위계를 포기했다.:90–91 1800년 연합법로 영국과 아일랜드 왕국이 통일했을 때는 아일랜드식 단위계에 영향이 없었다. 당시 아일랜드의 단위계는 1351년부터 영국의 상형 피트와 파운드를 기준으로 제정되었지만 아일랜드 에어커와 마일은 잉글랜드처럼 5와 ½야드가 아닌 1퍼치가 7야드를 기준으로 제정되었다.:116
19세기 초까지 많은 상품에는 각자 고유한 단위계를 가지고 있었다. 양모와 직물 산업에서는 상형 파운도와 피트에서 분화된 해당 상품에 특화된 특정 단위가 따로 존재했고, 와인과 맥주는 이름은 같지만 실제 크기는 다른 단위를 사용하여 와인 갤런은 231제곱인치, 맥주 혹은 에일 갤런은 282제곱인치를 사용했다. 농산물에서는 또 다른 갤런 단위를 사용하는데 농업 갤런은 268.8제곱인치의 건량갤런을 기준으로 하는 부셸 단위로 사용했다. 법으로 명시적으로 허용하진 않았지만 많은 시장에서는 밀과 보리를 판매할 때 부피가 아닌 무게 단위 부셸로 또 다르게 사용했다.:85–88

## 제국 단위계

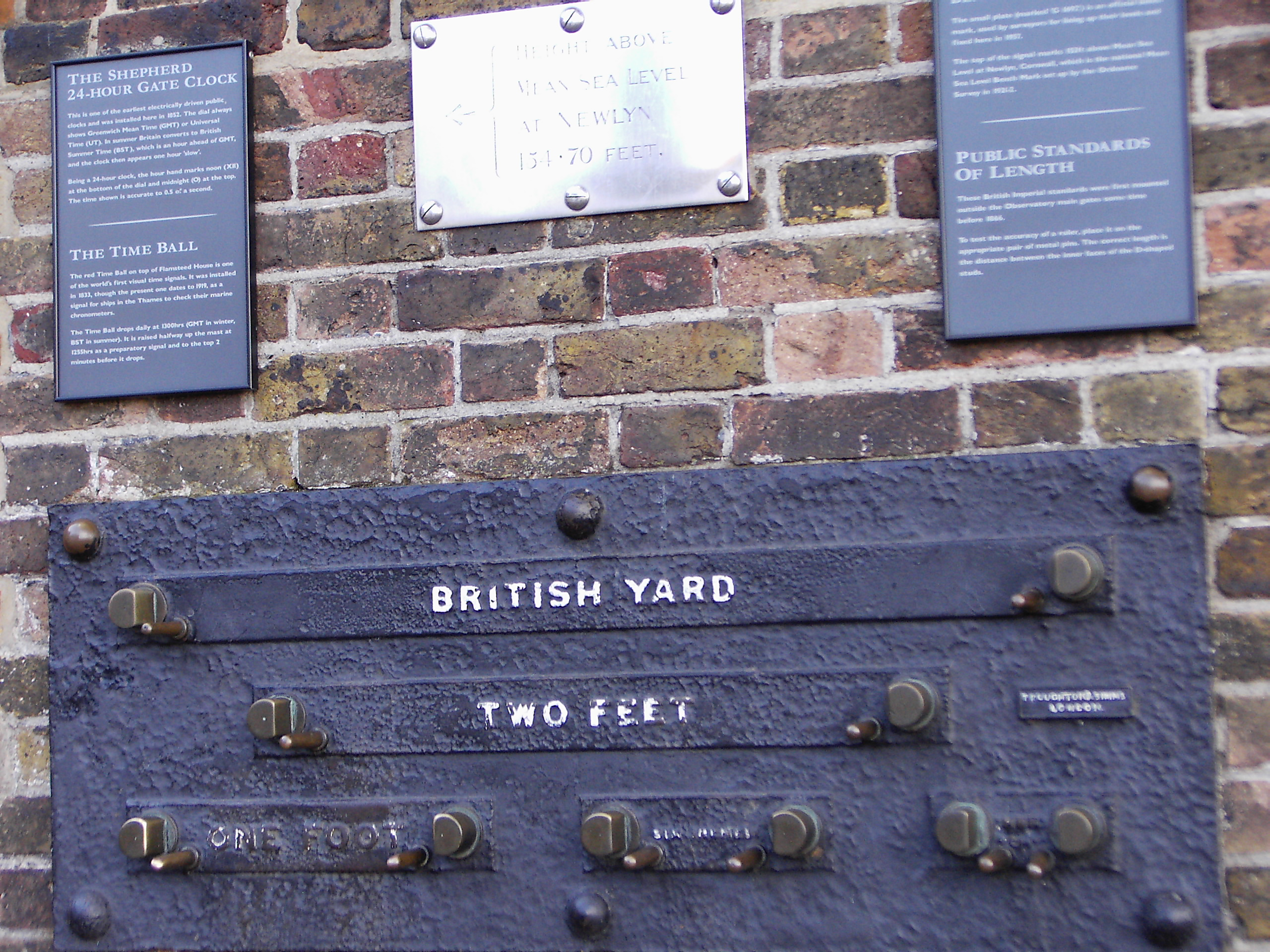
런던 그리니치 천문대에 있는 표준도량형과 그 하위단위의 사본 모습

1824년 제정된 영국 도량형법에서는 1300년대까지 거슬러 올라가는 기존의 모든 영국 단위계를 폐지하고 기존에 사용하던 단위를 전부 재정의했다. 특히 길이와 무게의 표준 단위로 새로운 표준야드와 트로이파운드를 각각 만들었다. 기존에 사용했던 갤런을 제국 갤런으로 대체했는데 이 단위는 62 °F (17 °C)에서 10파운드의 물의 무게로 정의했으며 공인된 실험 결과 277.274제곱인치로 밝혀졌다. 갤런과 같이 부셸도 정말 여러가지 갤런을 바탕으로 정의된 단위를 1부셸당 8 임페리얼 갤런으로 통일했다.
또한 1824년 도량형법은 표준 단위계 관리에 있어 몇 가지 변경사항을 만들었다. 이전에는 의회가 표준을 관리했지만 법에 따라 이 책임이 재무부로 넘어갔다. 또한 도량형이 정확한지 검사하는 검사원도 수립했다.
1834년 화재로 웨스트민스터 궁전이 일부 소실되면서 표준 야드와 파운드 모형이 사라졌다. 1841년 한 위원회에서 발간한 보고서에 따라 새로운 표준 야드와 파운드는 사용 가능한 최대의 보조자료를 사용해 다시 제조했다. 이전의 표준과 달리 새로운 파운드 표준은 상형 파운드 기준으로 만들어졌다. 상형법은 1855년 영국 의회에서 표준 도량형으로 승인되었다. 30년 전에 미국과 영국에서 채택한 서로 다른 갤런에 대한 논쟁 이후 표준 야드 사본 중 하나가 미국에게 넘어가 제안되었고 합의되었다.
1835년 도량형법에서는 1824년 제정된 법의 여러 단점을 보강했다. 상인들의 의견에 따라 스톤과 헌드레드웨이트가 각각 14파운드와 112파운드로 정의되었고, 1824년 법에 명시된대로 "쌓인 상태"의 측정값으로 정의하는 실험을 포기했다. 하지만 모든 거래가 14스톤을 따르는 건 아니였다. 예를 들어 1880년 영국의 여러 도시와 마을에서 1스톤이 4파운드에서 26파운드까지 매우 다양하다는 걸 보여주는 목록을 작성한 적도 있었다. 또한 1835년 도량형법에서는 트로이 도량형의 사용을 귀금속으로 제한했으며 석탄은 부피가 아닌 무게 단위로 팔도록 요구했다.

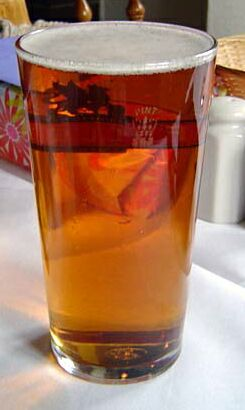
영국에서 여전히 제국 파인트 단위로 판매되는 몇 안되는 상품으로 생맥주가 있다.

1878년 도량형법에서는 무역에 사용되는 도량형에 대한 검사제도를 정비했다. 또한 황동제 표준 야드와 백금제 표준 파운드의 사용을 재확인하고 제약산업에서는 약형법을 사용하며 1824년 갤런의 정의를 재확인했고 법적 단위계에서 트로이 파운드를 빼버렸으며 패덤을 법적 단위에 추가했다. 또한 미터 단위계와 제국 단위계 간 단위변환을 공식화하여 1미터는 39.3708인치, 1 kg은 15432.3487그레인(1 lb = 0.453592654 kg)으로 고정했다. 이 법이 통과된 후 62 °F (17 °C)에서 10파운드의 증류수 부피로 정의되었던 1갤런을 다시 측정해 277.42제곱인치라고 계산했지만 영국 간접세무국은 편의를 위해 1824년의 기준을 계속 사용했다.

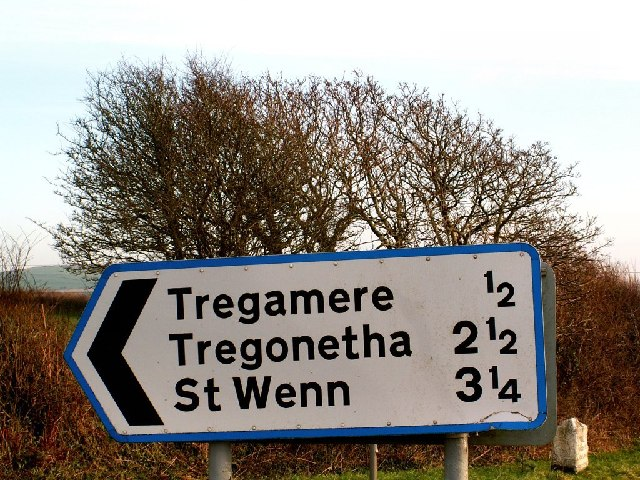
영국 내에서의 도로 표지판은 마일 단위로 표기된다.

1878년 도량형법은 무역에서 미터법을 사용하는 행위를 사실상 금지했으며, 또한 영국은 3년 전에 체결된 미터협약에도 서명하지 않았다. 하지만 표준 제국야드는 안정적이지 않았다. 1947년 수축률을 정밀하게 측정한 결과 23년마다 약 백만분의 1 정도의 차이가 발생한다는 사실을 발견했다.:154 1884년 4월 런던 표준회 소장이었던 H. J. 채니는 비공식적으로 국제 도량형국(BIPM)과 접촉해 영국에 제조된 일부 미터 표준을 교정할 수 있는지 여부에 대해 질의했다. 도량형국 국장이었던 올레 제이콥 브로흐는 비회원국에 대해서는 그런 교정을 수행할 권한이 없다고 답했다. 1884년 9월 17일 영국 정부가 미터협약에 서명했다. 1897년 도량형법에서는 무역에서의 미터법 사용을 허용했고 그 다음해에는 미터법과 제국 단위계의 공식 단위변환표를 발표했다.
1824년 도량형법에서는 표준 야드, 파운드의 보관과 관리책임이 재무부에 위임되었지만 그 표준의 검증은 각 지역에게 맡겼다. 1835년 법에서는 도량형 검사관의 직책과 임무를 공식적으로 설정하고 모든 자치구에 이 검사관 임명을 요구했으며, 1866년 도량형법에서는 표준 관리 책임을 무역국에게 넘겼다. 1900년 무역국은 국립 물리학 연구소를 설립하여 도량형과 관련된 실험 시설을 세웠다.
1897년 도량형법이 통과된 이후 제2차 세계 대전 이후까지 영국의 단위계는 비교적 변함없이 쭉 유지되었다. 하지만 20세기 중반에 이르면 영국과 미국의 표준 단위계 간 2 ppm의 차이가 문제를 일으켰다. 1900년대까지는 과학계에서는 10 ppm까지는 오차가 허용 범위 이내였지만 점점 과학이 정밀해지면서 1950년대에는 이 허용오차가 0.25 ppm까지 줄어들었다.:155 1960년 미국과 영국의 국립 도량형 위원회와 기타 국립연구소 대표들이 모여 1야드는 정확히 0.9144 m라는것에 합의했고, 이 조치로 1963년 영국 정부는 도량형법을 맞춰서 다시 개정했다.

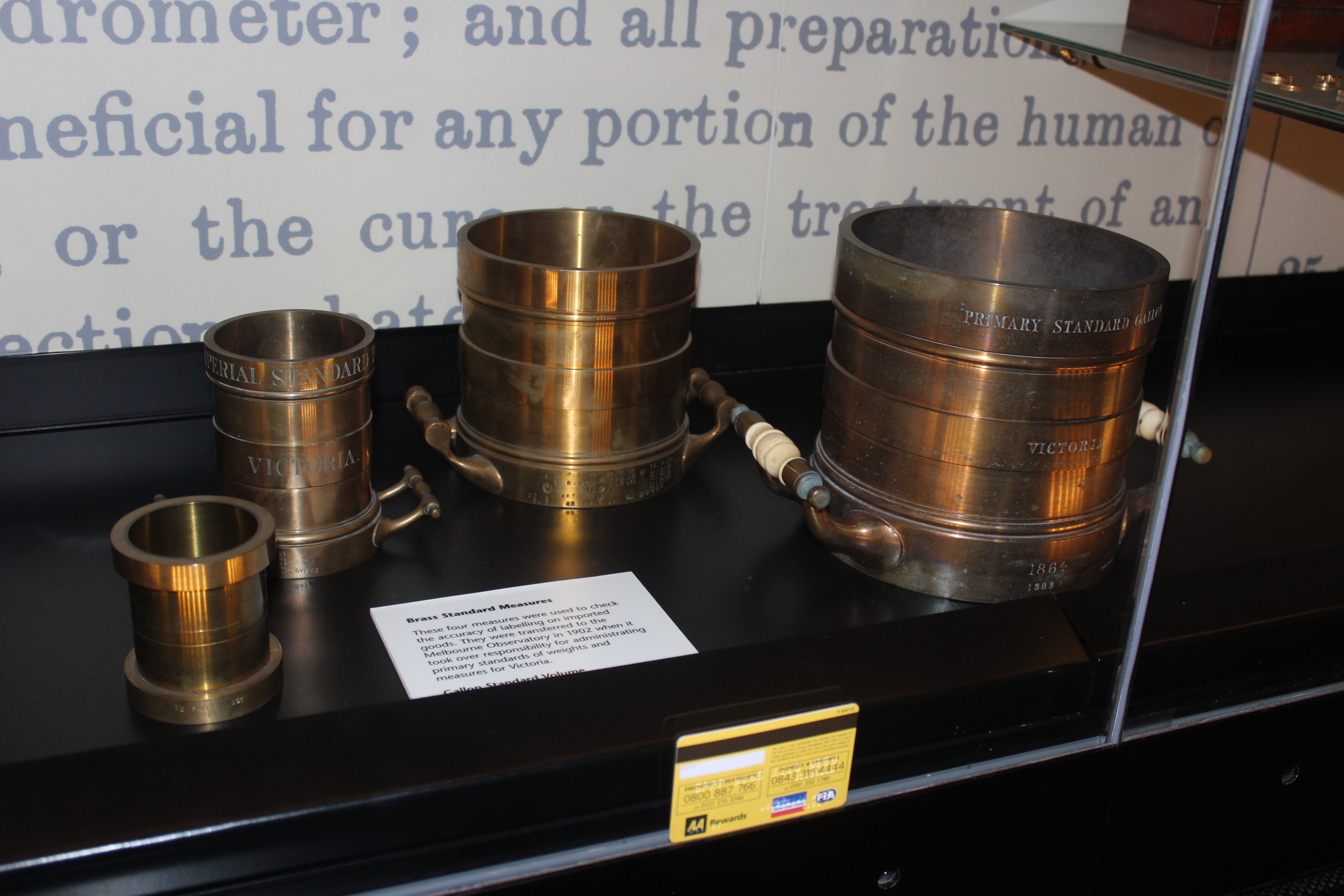
빅토리아 식민지에서 사용했던 갤런, 하프갤런, 쿼트, 파인트 표준 용기이다(오스트레일리아 국립보존관 소장).

영국의 미터법화는 1960년대 중반부터 시작되었다. 처음에는 이 미터법 전환이 민간에서 자발적으로 일어났으며 1985년까지는 제국식, 혹은 전통적인 측정단위를 영국 내 소매업에서 더 이상 사용하지 않았다. 1985년 개정 도량형법에서는 무역 분야에서 공식적으로 제국 단위계를 공식적으로 사용하지 않게 되었으나 도로 표지판에서는 여전히 제국 단위계를 사용할 수 있도록 놔두었으며 피트, 인치, 파운드, 온스, 갤런, 핀트 등 가장 널리 쓰이던 단위에서는 소매업에서 판매를 위해 고객 앞에서 측량하거나 무개를 잴 경우 사용할 수 있도록 허용했다. 2000년 1월 1일부터는 영국에서 보조단위로 사용 혹은 생맥주나 사이다를 파인트로 판매하거나 재사용 가능 용기에 우유를 판매할 때를 제외하고 소매업에서 제국 단위계를 사용하는 일을 불법으로 규정했다.

### 대영 제국 기타 식민지
대영 제국의 식민지가 자치령으로 주권을 얻으면서 각국은 단위계를 각자 알아서 사용할 수 있는 권리를 얻었다. 대부분의 국가는 지역별로 차이가 있는 제국 단위계를 채용했다. 인도와 홍콩에서는 자체적으로 사용하던 전통 단위로 제국 단위계를 보완했고, 캐나다 일부와 남아프리카에서는 자체 단위계에 초기 식민지 시절 자체적으로 사용했던 측량단위계도 같이 도입했지만 대부분의 자치령은 영국에서 사용하던 단위계의 일부만 가져다 도입하는 식으로 해결했다. 특히 호주, 캐나다, 인도에서는 스톤, 쿼터, 센탈 등의 단위는 공식 단위로 포함하지 않았다. 또한 캐나다는 무역에 있어 톤의 정의를 2,000파운드로 맞춰 미국식 숏톤을 사용했지만 갤런의 경우에는 영국의 제국 단위계를 그대로 사용했다.
1960년 야드의 표준화 당시에는 영미 외에도 자체적인 표준연구소를 보유했던 캐나다, 호주, 뉴질랜드, 남아프리카와도 합의했다.

## 미국 단위계

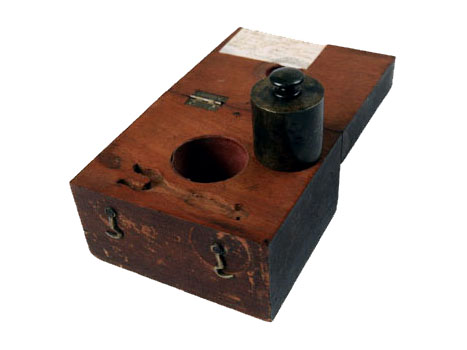
미국 해양측량 및 도량형국에서 사용했던 파운드트로이 표준(1832-1839년경 제작)

1776년 미국 독립선언 이전 13개 식민지에서는 영국 단위계를 사용했다. 미국의 헌법 제정 이전의 연합규약에서는 연방정부에 "미국 전역의 표준 도량형을 규정하는... 유일하면서 배타적인 권리와 권한"을 부여받았다. 미국 건국 이후 제정된 헌법에서는 의회가 "표준 도량형을 수정할 권리"가 있음을 재확인했지만 도량형과 상업 부문의 규제 권한은 개별 주에게 넘겨졌다.
1789년 제1차 미국 의회 회기에서 토머스 제퍼슨은 새 공화국에서 사용할 통화와 단위계에 관한 계획을 세밀하게 작성했다. 1790년 작성한 제퍼슨의 문서인 《미국의 화폐, 도량형의 통일성 확립을 위한 계획》에서는 기존의 단위계는 건전하지만 그 단위계의 기본이 되는 표준 구조물은 미국 통제하에 있지 않는 상태라고 지적했다. 보고서에서는 미국 현지에 표준을 만들고, 적절한 경우에는 십진법 기반 단위계를 채택할 수 있는 방안을 마련했다. 하지만 결국 기존의 표준이 유지되었다.

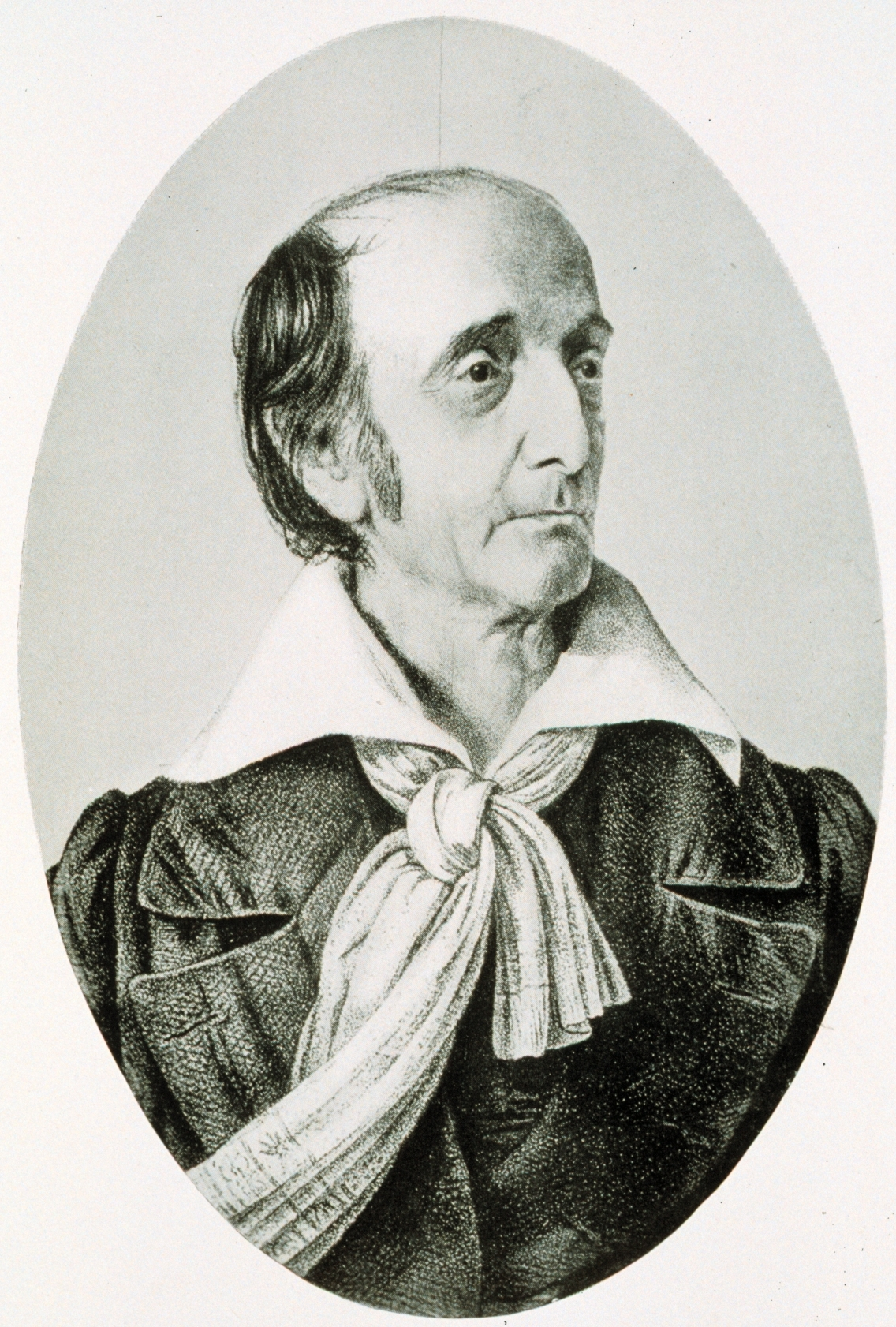
미국 재무부를 대표하여 유럽의 표준 도량형계를 들고 온 퍼디낸드 루돌프 해슬러

독립 이후 수년간 연방 차원에서 단위계를 보정하고 통일성을 보장하기 위한 조치가 취해지지 않았으며, 초기 식민지 개척자들이 획득한 단위를 그냥 확인 없이 계속 사용했다. 의회는 아무 조치도 취하지 않았지만, 동해안측량국의 감독관인 퍼디낸드 루돌프 해슬러는 모국인 스위스의 인맥을 통해 1790년 프랑스의 '표준 미터계' 사본을 획득했다. 1810년 페르디난트 해슬러가 재무부의 위임을 받고 측정장치와 표준을 얻기 위해 유럽으로 파견되었다.
1827년에는 미국의 재무장관인 앨버트 갤러틴이 런던에서 영국 정부가 보유한 트로이 무게의 "정확한 사본"을 얻어냈으며 1828년 들고와 이를 미국에서 무게 단위의 기본 사본으로 사용했다.
1821년 당시 미국의 국무장관이었던 존 퀸시 애덤스는 1817년 상원의 의뢰를 받은 연구를 통해 미터법 도입을 반대하는 보고서를 발표했다. 의회는 아무 행동도 하지 않았고, 1832년 미국 재무부는 관세 책정목적으로 길이 단위로는 1야드를 36인치로, 무게 단위로는 7,000그레인을 1상형파운드로, 부피 단위로는 231세제곱인치를 1갤런(앤 여왕 갤런), 2,150.42세제곱인치를 1부셸로 하기로 결정했다. 이때까지도 미국 의회는 야드와 갤런의 기준을 고정하는 것 이외에는 미국 전역의 표준 도입에 별다른 행동을 하지 않았다.

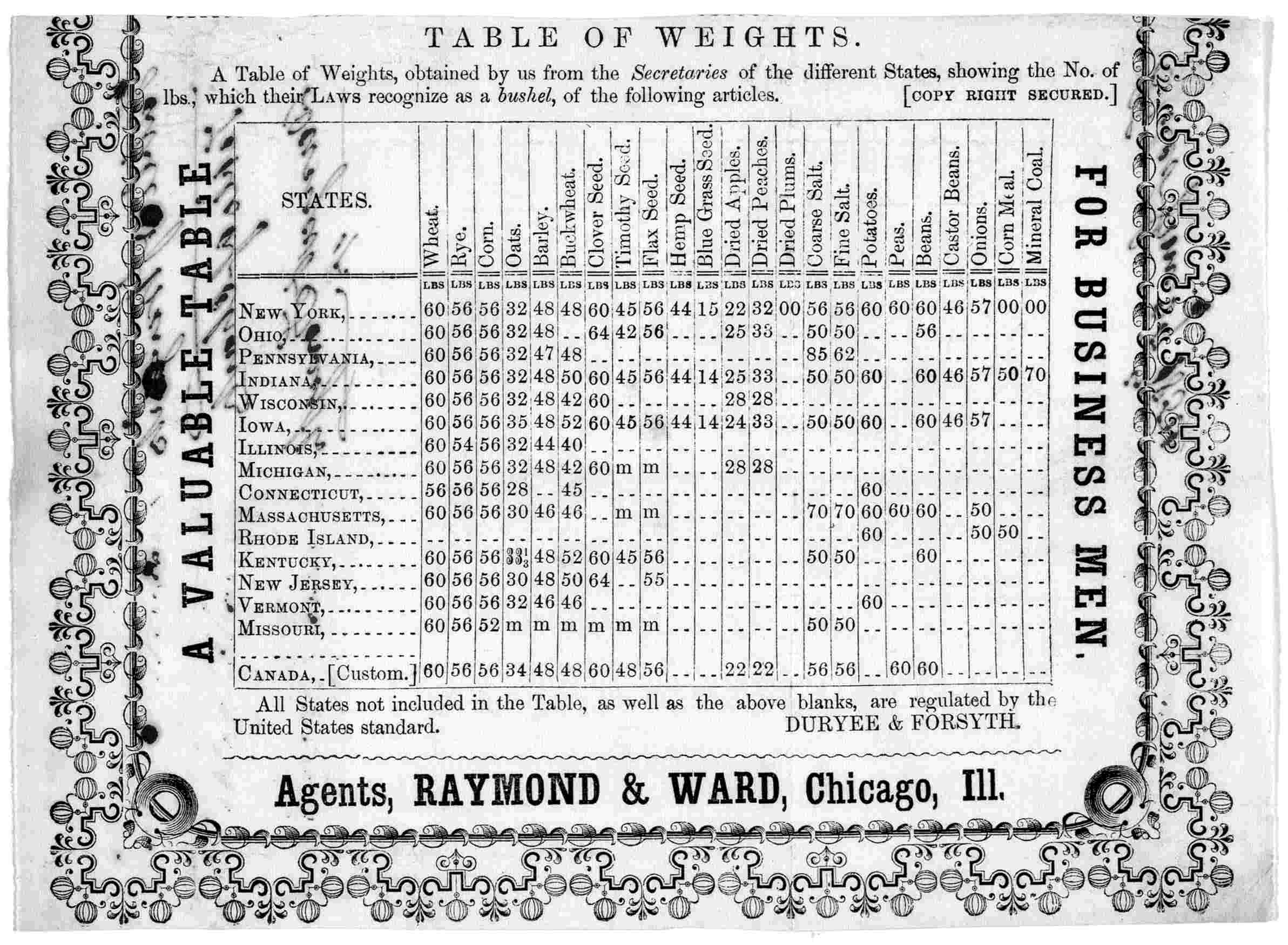
19세기경 각 주와 상품별로 매우 다르게 정의된 1부셸의 기준에 대한 목록

19세기 내내 개별 주에서 자체적인 표준 도량형을 개발했으며 특히 부피가 아닌 무게(질량)을 기반으로 한 여러 종류의 부셸이 상품과 주마다 나타나기 시작했다. 이런 단위 통일성의 미흡은 주간 무역을 크게 방해했고 1905년 미국 국립표준국은 통일된 표준의 부재와 규제감독수단의 문제를 논의하기 위해 미국 주정부간 회의를 열었다. 이듬해에 회의가 열렸고 이후에는 전국 단위계 회의(NCWM)이라고 불린 회의가 열렸다. 1915년 이 회의에서 최초의 단위계 표준이 발표되었다. 하지만 부셸은 완전히 표준화되지 않았고, 현재까지도 시카고 상업거래소(CME)에서는 옥수수 1부셸은 56파운드, 귀리 1부셸은 38파운드, 대두 1부셸은 60파운드, 가을밀(Winter wheat, 경맥과 연맥 전부 포함) 1부셸은 60파운드인 등 상품마다 부셸의 기준이 다 다르다. 그 외 거래소에서 취급하는 상품은 파운드, 숏톤, 미터톤을 사용한다.
의회가 취한 조치 중 하나는 1866년 무역에서 미터법 사용을 허용한 것으로, 이는 라틴아메리카의 미터화가 절정에 달했을 때 이루어졌다. 또 다른 조치로는 1875년 미터협약을 미국이 비준하고 1897년 맨던홀 명령에 따라 파운드와 야드를 각각 국제 킬로그램 원기와 국제 미터 원기로 재정의하는 일이었다.
1901년부터는 도량형 관리가 미국 국립표준국으로 넘어갔고, 이 기관은 1988년 미국 국립표준기술연구소(NIST)로 이름이 바뀌었다. 의회에서는 계속해서 아무런 움직임도 보이지 않고, 19세기에는 도량형의 비통일이 이제 미국의 경제 성장을 저하시키는 큰 요소가 되자 국립표준국이 1905년 주별 회의를 열어 전국 단위계 회의(NCWM)를 설립했다. 이 조직은 '사실상' 미국 내 단위계의 표준 통제 기관이지만 국제기구인 국제 도량형 총회와 같은 국제적인 회원국과 관련된 개입에서는 미국 정부가 직접 개입한다.
20세기에 일어난 관습단위계에서 일어난 큰 변화로는 1960년 NIST와 호주, 캐나다, 뉴질랜드, 남아프리카 공화국, 영국 간 도량형 기관에서 야드와 파운드를 각각 미터와 킬로그램을 기준으로 재정의하기로 합의하면서 일어났다. 이 신단위는 "국제단위계"(international yard and pound)라고 불린다. 미국 의회는 이 국제단위계의 사용을 강제하거나 거부하지 않았다.

## 에너지, 힘, 온도
| 기반             | 힘                  | 힘                          | 무게                  | 무게        | 질량                | 질량      | 질량      | 질량      |
| 뉴턴의 제2법칙   | m = ⁠F/a⁠             | m = ⁠F/a⁠                     | F = ⁠W ⋅ a/g⁠           | F = ⁠W ⋅ a/g⁠ | F = m ⋅ a           | F = m ⋅ a | F = m ⋅ a | F = m ⋅ a |
| 단위계           | BG                  | GM                          | EE                    | M           | AE                  | CGS       | MTS       | SI        |
| ---------------- | ------------------- | --------------------------- | --------------------- | ----------- | ------------------- | --------- | --------- | --------- |
| 가속도 (a)       | ft/s2               | m/s2                        | ft/s2                 | m/s2        | ft/s2               | 갈        | m/s2      | m/s2      |
| 질량 (m)         | 슬러그              | 힐                          | 파운드 질량           | 킬로그램    | 파운드              | 그램      | 톤        | 킬로그램  |
| 힘 (F), 무게 (W) | 파운드              | 킬로그램힘                  | 파운드힘              | 킬로그램힘  | 파운달              | 다인      | 스텐      | 뉴턴      |
| 압력 (p)         | 제곱 인치 당 파운드 | 제곱 센치미터 당 킬로그램힘 | 제곱 인치 당 파운드힘 | 표준 기압   | 제곱 피트 당 파운달 | 바리      | 피에즈    | 파스칼    |

영미 단위계는 오랫동안 여러 공학 분야에서 사용되어왔다. 이런 영미식 공학 단위 중 가장 오래된 단위로는 마력과 화씨가 있다. 마력은 1782년 제임스 와트가 33,000파운드의 물을 1분 동안 1피트 높이만큼 올리는데 필요한 힘으로 정의했으며, 화씨는 1713년 다니엘 가브리엘 파렌하이트가 과포화된 소금과 얼음의 혼합물이 얼어붙는 온도를 0°F로, 체온의 평균 상한 온도를 96°F로 정의한 온도의 단위이다. 1777년 왕립학회는 헨리 캐번디시의 주도로 화씨 온도의 정의를 수정하여 얼음의 녹는점을 32°F(0°C)로, 표준 대기 조건에서 물의 끓는점을 212°F(100°C)로 정의할 것을 제안했다.

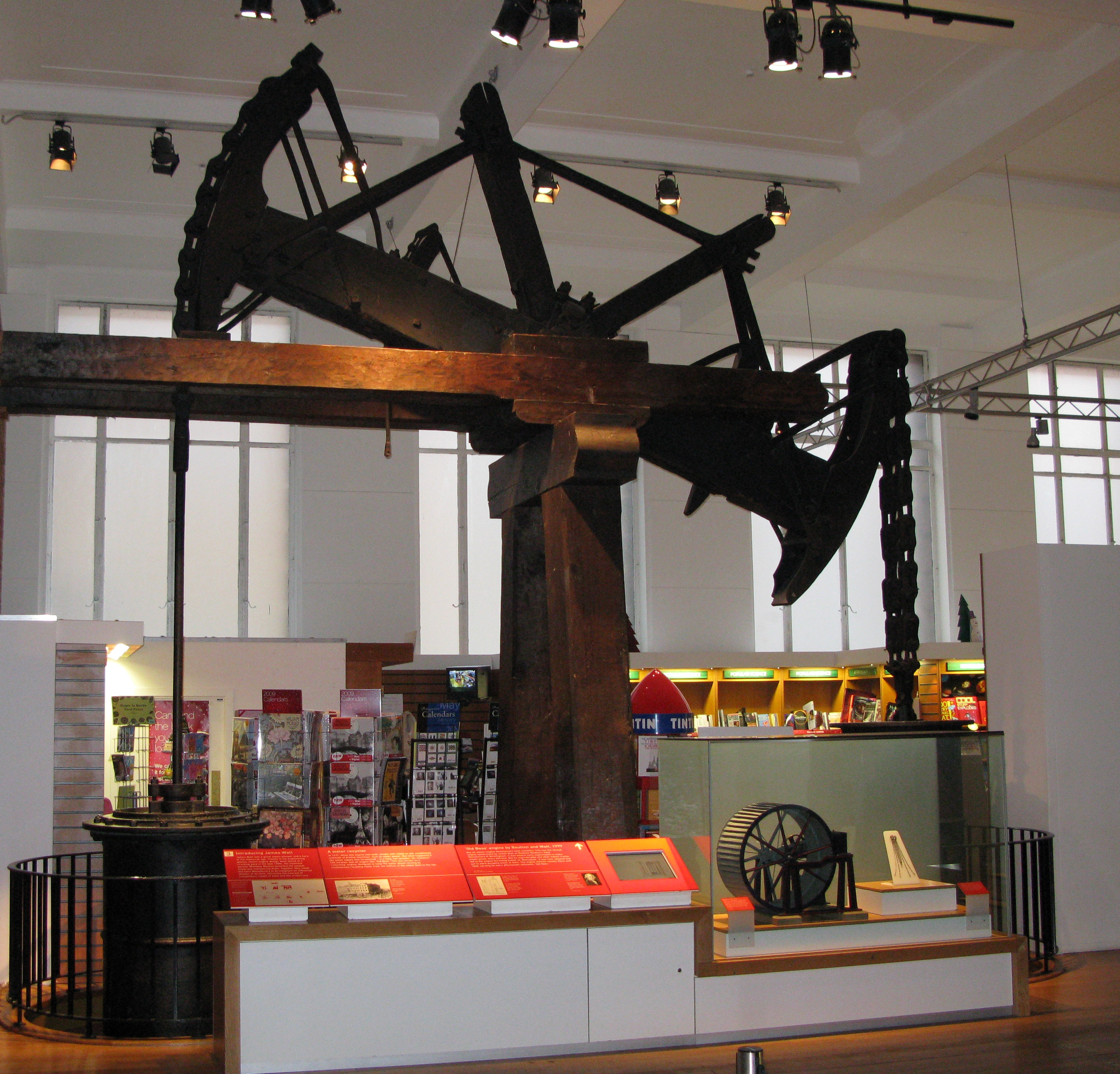
제임스 와트가 설계한 초기형 빔 엔진인 30 HP(마력)의 올드 베스의 모습. 현재는 런던의 과학박물관에 보존되어 있다. 와트는 '마력'이라는 단위를 처음으로 개발했다.

영국 열량 단위(BTU)는 물 1파운드의 온도를 화씨 1도 올리는데 필요한 열량을 의미한다. 이 단위는 1859년 이전 프랑스가 사용한 미터법 단위가 아닌, 제국 단위계를 기반으로 한 열량단위로 사용되었다. 1824년에는 니콜라스 클레망이 킬로그램과 섭씨를 기반으로 한 칼로리 단위가 만들어졌다.
1873년 윌리엄 톰슨(켈빈 경)이 의장을 맡은 영국 과학자 협회는 단위계에 일관성이라는 개념을 도입하고 CGS 단위계에서 힘과 일의 단위로 다인과 에르그를 제안했다. 2년 후 윌리엄 톰슨의 형인 제임스 톰슨은 FPS 단위계에서 사용하는 힘의 단위로 파운달을 도입했다. FPS 단위에서 일의 단위는 피트파운달이다.
영미 단위계를 사용하는 동역학적인 양의 단위계로는 아서 메이슨 워딩턴이 제안한 영국 중력단위계(BG)와 영국 공학단위계(EE)가 있다. 두 단위계 모두 중력 가속도에 의존하며, 힘의 단위로 파운드힘을 사용하지만 뉴턴 운동 법칙을 적용할 때 두 단위계는 서로 다른 방식으로 접근한다. BG 단위계에서는 기본 단위가 질량이 아닌 힘이며 슬러그 또한 질량이 아닌 관성에서 파생된 단위다. 반면 EE 단위계는 다른 접근 방식을 사용하여 방정식에 중력 가속도(g)를 도입한다. 서로 다른 두 가지 접근 방식 때문에 세계 각지에서 사용하는 파운드힘(과 킬로그램힘)의 의미에 약간의 변화를 가져왔다. 여러 국가에서는 g의 표준값을 발표했고 1901년에는 국제 도량형 총회에서 국제도량형에 사용하는 g의 표준값인 32.174049 ft/s2 (9.80665 m/s2)를 발표했는데, 이는 위도 45°에서의 g값과 동일하다.
위의 단위계에서 뉴턴의 제2법칙은 다음과 같다.
- BG 단위계: 힘(lbf) = 관성(슬러그) × 가속도(ft/s²)
- EE 단위계: 힘(lbf) = 질량(lb) × 가속도(ft/s²) ÷ g
- AE 단위계: 힘(파운달) = 질량(lb) × 가속도(ft/s²)

AE 단위계는 많은 공학과정과 교과서에서 무시되며, Darby와 같은 일부 저자 교과서에서는 BG와 EE 단위계를 '구식'이라고 설명하면서 SI와 AE 단위계만 사용하고 있다.

## 미터법과의 연동

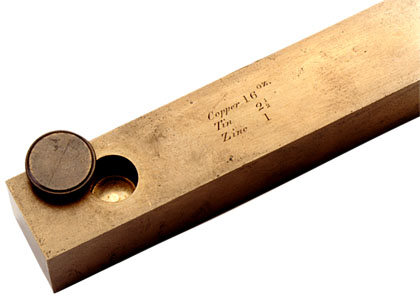
표준 야드 표시가 새겨진 금속 마개가 있는 1855년 표준 야드 기준계의 끝부분

표준 야드와 (트로이)파운드는 1834년 영국 국회의사당 화재로 웨스트민스터궁이 일부 불타면서 사라졌다. 1841년 한 위원회에서 발간한 보고서에 따라 사용 가능한 최고의 2차 자료를 사용하여 새로운 표준 야드와 파운드를 제조했다. 이전의 표준과 달리 백금으로 만들어진 새로운 파운드 표준은 상형 파운드 기준으로 제작되었다. 새로운 표준 야드는 미터 표준에서 겪었던 마모를 방지하기 위해 원래 야드보다 약간 길게 만들어졌으며, 황동으로 제작되었고 양끝단에는 두 개의 금 마개가 있었다. 마개에 있는 스크래치 자국은 야드 길이를 나타낸다. 이 마개는 1855년에 영국 의회에서 길이와 무게의 표준으로 채택되었다. 30년 전 미국과 영국의 서로 다른 갤런 체계에 대한 논쟁이 일어난 후 미국 정부에 보낸 새로운 표준 야드와 상형파운드(미국에서는 "민트 파운드"로 알려짐)의 사본 중 하나를 보내서 미국에서 받아들여졌다.
1878년 법이 통과된 후 몇년간 표준 제국야드는 30년간 거의 100만분의 1 비율로 조금씩 줄어든다는 것이 1950년 밝혀졌다. 반면 1889년 미터 표준으로 프랑스제 표준을 대체해 만든 영국 회사는 황동 대신 이리듐-백금 합금을 사용해 제조했고 이 표준은 표준 야드보다 변화율이 더 안정적인 것으로 밝혀졌다. 미터 협약의 서명국인 미국과 영국 모두 표준 미터와 킬로그램 사본을 모두 인도받았다. "민트 파운드"는 이보다는 잘 만들어지지 않은 표준으로 밝혀졌다.
1866년 미국 정부는 계약법에서 미터법의 사용을 합법화하여 무역 목적에 충분한 5진수에 해당하는 관습단위계를 정의했다. 1893년에는 맨던홀 명령에 따라 미국은 1855년 야드를 길이의 표준으로, "민트 파운드"를 무게의 표준으로 하던 법령을 폐기하고 1866년 제정된 법에 따라 설정된 미터와 킬로그램값으로 재정의했다. 영국에서는 길이와 질량에 대하여 영국식 표준과 미터법 표준을 새롭게 비교하여 1897년 영국 도량형법에서 야드와 파운드를 각각 미터와 킬로그램의 단위변환으로 재정의하는데 사용했다. 또한 영국 정부가 보유하던 야드와 파운드 표준의 정의를 정확히 계측해 정의하였다. 이렇게 미국과 영국이 각각 자신만의 야드, 파운드를 정의하면서 야드와 파운드는 서로 다른 두 가지 정의가 부여되었다. 영국과 미국의 파운드 차이는 수백만분의 1 정도이다.
| 미국 단위계 1893년 맨던홀 명령 | 영국 단위계 1897년 영국 도량형법 | 차이 1/100만 단위 |
| ------------------------------ | -------------------------------- | ----------------- |
| 1 m = 39.37 인치               | 1 m = 1.0936143 야드             | 2.9               |
| 1 kg = 2.2046 파운드           | 1 kg = 2.2046223 파운드          | 10.1              |

제2차 세계 대전이 끝날 무렵 캐나다, 호주, 뉴질랜드, 남아프리카 공화국의 표준연구소도 야드와 파운드의 자체 사본을 가지고 있었다. 맥그리비(McGreevy, p.290)이 '불건전하다'라고 표현할 정도의 각국 간 단위의 법적, 기술적 불일치는 1946년 영연방 과학회의로 이어졌다. 영연방 국가와 미국 모두 야드와 파운드를 각각 미터와 킬로그램의 분율로 재정의할 것을 제안했다. 1960년 표준연구소에서는 야드와 파운드를 아래와 같이 정의했다.
- 1 국제야드 = 0.9144m
- 1 국제파운드 = 0.453592 37kg

파운드의 마지막 숫자는 소수점 아래로 반복되는 숫자 없이 7로 나눌 수 있는 값으로 설정했고 이에 따라 1그레인은 정확하게 64.79891mg로 되었다.
이 협정은 1963년 영국이 비준했으며, 캐나다는 국제협정보다 9년 앞선 1951년 이 정의를 채택했다. 미국은 이 협정을 조인하거나 거부하지 않았다.

## 영국 단위계와 미국 단위계의 차이

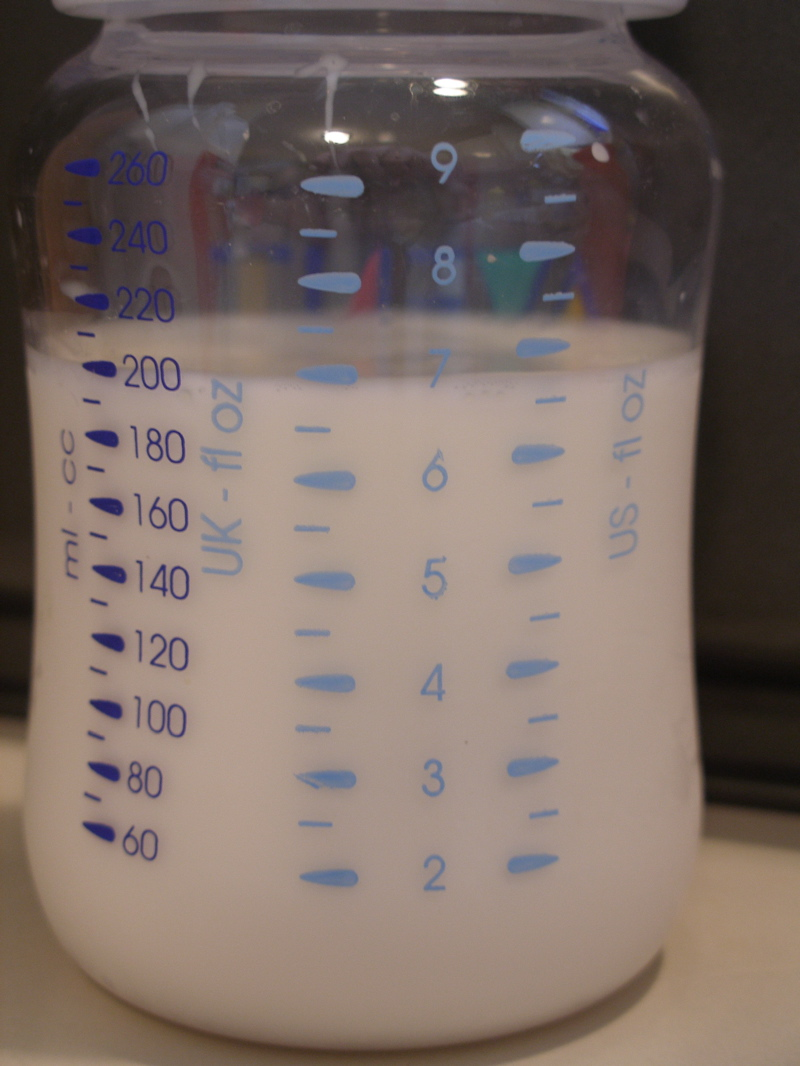
미국에서 판매된 젖병의 모습. 가운데 눈금이 왼쪽부터 밀리리터(ml), 영국 액량 온스(UK fl oz), 미국 액량 온스(US fl oz)가 적혀 있다.

1960년 이전에는 영국식과 미국식 야드, 파운드의 차이가 매우 적었기 때문에 대부분의 실용적 목적에서는 길이, 면적, 부피, 질량 단위의 크기 차이는 무시할 수 있었지만 사용상에서 약간의 차이가 있었다. 예를 들어 미국에서는 짧은 거리의 도로를 피트 단위로 재지만, 영국에서는 야드 단위로 재고 있다. 1960년대 국제야드의 도입으로 미국의 측량계에 작지만 눈에 띄는 영향을 미쳐 미국의 일부 주에서는 미국식 단위계에서 사용하던 기존 단위(측량단위계라고 함)의 마일, 피트를 그대로 유지하기로 결정했던 반면, 또 다른 일부 주에서는 국제단위계 피트를 사용하는 편이다. 미국 국립표준기술연구소는 2023년 1월 1일부터 측량단위계를 사용하지 않으며 사용을 권장하지 않고 있다.
1파운드 이상의 무게 단위 정의도 제국 단위계와 미국 단위계 사이가 매우 달랐다. 제국 단위계에서는 1스톤이 14파운드, 1헌드레드웨이트가 8스톤, 1톤은 2240파운드(20헌드레드웨이트)이지만 미국 단위계에서는 스톤을 사용하지 않고 1헌드레드웨이트가 100파운드, 1톤은 2000파운드이다. 국제 무역에서는 2240파운드의 1톤을 롱톤(Long ton)으로, 2000파운드의 1톤을 숏톤(Short ton)으로 부른다. 미국 단위계에서는 몸무게를 일반적으로 파운드로 표현하지만, 제국 단위계에서는 스톤과 파운드를 사용한다.
당시 미국의 국무장관이었던 토머스 제퍼슨이 작성한 《미국의 화폐, 도량형의 통일성 확립을 위한 계획》 보고서에서는 영국에서 사용하는 14개 종류의 갤런이 1갤런당 224에서 282세제곱인치(3.67-4.62 L)로 크게 차이남을 지적했다.
1832년에는 의회의 지시가 없는 상황에서 미국 재무부가 여러 갤런 중 두 번째로 작은 231세제곱인치(3.785 L)의 '앤 여왕 갤런'을 재정 부문에서 미국의 공식 갤런으로 지정했다. 또한 16 미국 액량 온스를 1 미국 파인트(영미 양국에서 8파인트가 1갤런에 해당)으로 정의했다.
1824년 영국에서 도량형법을 개정하는 과정에서 기존의 갤런이 62 °F (17 °C)에서의 물 10파운드의 부피로 새롭게 제국 갤런이 정의되었고, 실험을 통해 이는 277.42세제곱인치(4.54609 L)로 결정되었다. 20 제국 액량 온스는 1 제국 파인트로 정의되면서 1 제국 액량 온스는 0.96 미국 액량 온스가 되었다.
미국 단위계에서는 액량 부피와 유사한 명칭을 가진 건량 부피 단위도 같이 사용하고 있다. 예를 들어 미국 건량 파인트의 부피는 33.6 세제곱인치(550 ml)인데 미국 액량 파인트의 부피는 28.875 세제곱인치(473 ml)이고 제국 파인트는 34.68 세제곱인치(568 ml)로 약간씩 다르다. 영국의 제국식 도량형에서는 미국 단위계에서 있는 "건량 단위계"와 같은 비슷한 건량 체계가 없다.
국제 상품 시장에서는 런던과 뉴욕/시카고 양쪽 모두 원유는 배럴(42 미국 갤런, 약 159 L)를, 귀금속 거래에서는 트로이온스(31.10 g)을 사용하지만 런던 시장에서는 대부분 미터법을 사용하고 시카고 상품 거래소에서는 미국 단위계를 사용하다.

## 영미 단위계의 사용
아래의 단위 표는 1976년 미터법 도입 직전까지 영국에서 무역에 사용을 허가했던 영국식 측정 단위와 미국에서 전통적으로 사용해 온 미국 관습단위계를 나열했다. 또한 공학에서 사용하는 단위도 목록에 포함했다. 미터법 도입 이전에는 아일랜드에서 사용한 단위가 영국에서 사용한 단위계와 동일했지만 영연방과 남아프리카에서 사용하는 단위계는 영국에서 사용한 단위의 하위집합으로 거의 동일했지만 경우에 따라 지역별로 차이가 있었다.
달리 명시하지 않는 한, 아래에서 언급하는 단위들은 미국과 영국 양국 모두에서 사용하는 단위이다. SI 단위와의 변환값은 소수점 4번째 자리까지 끊는다.

### 길이의 단위
1893년 미국은 야드를 3600⁄3937 m로 고정하여 0.9144018 m로 정의했고, 1896년 영국은 0.9143993 m로 고정했다. 당시에는 약 2백만분의 1의 불일치가 중요한 문제가 아니라고 생각했다. 하지만 1960년 영국, 미국, 오스트레일리아, 캐나다, 남아프리카의 표준화 기관은 "국제야드"라는 단위를 도입하여 1야드를 0.9144 m로 정확하게 고정했다. 이 변화는 미국의 토지측량사에게는 큰 영향을 미쳐 기존에 미국에서 쓰던 야드 단위를 측량피트(survey feet), 측량마일(survey mile) 등으로 이름을 바꿔 계속 유지했다. 하지만 1938년 미터법 기반 병기로 단위계를 조사해 정리한 영국은 국제야드의 등장에 큰 영향을 미치지 않았다.
| 단위   | 축약어    | 정의      | SI 단위변환 |
| ------ | --------- | --------- | ----------- |
| 인치   | in 혹은 ″ |           | 25.4 mm     |
| 피트   | ft 혹은 ′ | 12인치    | 304.8 mm    |
| 야드   | yd        | 3피드     | 0.9144 m    |
| 체인UK |           | 22야드    | 20.117 m    |
| 펄롱UK | fur       | 220야드   | 201.17 m    |
| 마일   |           | 1,760야드 | 1609.3 m    |

참조
1. 1 2 3  소수점 아래가 없는 정확한 정의값이다.
2. ↑  미국에서는 국제마일(international mile)이라고 알려져 있다.

| 단위           | 축약어    | 정의        | SI 단위변환 |
| -------------- | --------- | ----------- | ----------- |
| 링크           | li        | 0.01체인    | 201.1 mm    |
| 측량피트       | ft 혹은 ′ |             | 1200⁄3937 m |
| 로드, 펄, 퍼치 | rd        | 16+1⁄2 피트 | 5.029 m     |
| 체인           | ch        | 66피트      | 20.117 m    |
| 펄롱           | fur       | 660피트     | 201.17 m    |
| 미국 법정마일  | mi        | 5280피트    | 1609.3 m    |

참조
1. ↑  소수점 아래가 없는 정확한 정의값이다.
2. ↑  1측량피트 ≈ 1.000002 국제피트
3. 1 2 3 4  측량피트

### 면적의 단위
1960년 국제야드의 도입으로 영국의 면적 측정은 거의 영향이 없었지만, 미국의 토지 면적 측정 기준은 다른 면적 단위(평방인치 당 파운드 등)를 사용하지 않고 계속해서 미국 법정야드를 기준으로 사용하기로 결정했다.
| 단위     | 축약어         | 정의         | SI 단위변환 |
| -------- | -------------- | ------------ | ----------- |
| 제곱피트 | sq ft 혹은 ft2 |              | 0.09290 m2  |
| 제곱야드 | sq yd 혹은 yd2 | 9제곱피트    | 0.8361 m2   |
| 에이커UK |                | 4840제곱야드 | 4046 m2     |

참조
| 단위     | 축약어         | 정의            | SI 단위변환 |
| -------- | -------------- | --------------- | ----------- |
| 제곱로드 | sq rd 혹은 rd2 | 2721⁄4 제곱피트 | 25.29 m2    |
| 에이커   |                | 43560 제곱피트  | 4046 m2     |
| 제곱마일 | sq mi 혹은 mi2 | 640 에이커      | 2.590 km2   |
| 타운십   |                | 36제곱마일      | 93.24 km2   |

참조
1. 1 2  측량피트

### 고체의 부피 단위
| 단위       | 축약어         | 정의           | SI 단위변환 |
| ---------- | -------------- | -------------- | ----------- |
| 세제곱인치 | cu in 혹은 in3 |                | 16.38 cm3   |
| 세제곱피트 | cu ft 혹은 ft3 | 1728세제곱인치 | 0.02831 m3  |
| 세제곱야드 | cu yd 혹은 yd3 | 27세제곱피트   | 0.7646 m3   |

참조
| 단위        | 축약어 | 정의           | SI 단위변환 |
| ----------- | ------ | -------------- | ----------- |
| 건량 파인트 | pt     | 33.6세제곱인치 | 550.6 cm3   |
| 건량 쿼트   | qt     | 2 건량 파인트  | 1.101 L     |
| 건량 펙     | pk     | 8 건량 쿼트    | 8.810 L     |
| 부셸        | bu     | 4 건량 펙      | 35.24 L     |

참조

### 액체의 부피 단위
| 미국 갤런 | 231 in3     | 3.785412 L |
| 제국 갤런 | 277.419 in3 | 4.54609 L  |

액체의 부피는 여러 단위의 이름이 비슷하지만 서로 다른 정의로 사용되고 있으며, 특히 액량 온스와 액량 파인트는 건량과 서로 다른 관계를 가지고 있다. 또한 미국식 갤런과 제국식 갤런(영국식)도 서로 다른 개념을 기반으로 정의되었는데 제국식 갤런은 특정한 질량의 물이 차지하는 부피로 정의한 반면 미국식 갤런은 선형 입방체의 부피를 기준으로 정의했다.
| 단위   | 축약어 | 정의      | SI 단위변환 | US 단위변환       |
| ------ | ------ | --------- | ----------- | ----------------- |
| 갤런   | gal    | 4.54609 L | 4.54609 L   | 1.201 미국 갤런   |
| 파인트 | pt     | 1/8 갤런  | 568.3 ml    | 1.201 미국 파인트 |

참조
1. ↑  제국 갤런의 정의로, 이 값은 소수점 아래가 없는 정확한 참값이다.

| 단위      | 축약어 | 정의           | SI 단위변환 | UK 단위변환          |
| --------- | ------ | -------------- | ----------- | -------------------- |
| 갤런      | gal    | 231 세제곱인치 | 3.785 L     | 0.8327 제국 갤런     |
| 쿼트      | qt     | 1⁄4 갤런       | 946.4 mL    | 0.8327 제국 쿼트     |
| 파인트    | pt     | 1⁄2 쿼트       | 473.2 mL    | 0.8327 제국 파인트   |
| 액량 온스 | fl oz  | 1⁄16 파인트    | 29.57 mL    | 1.041 제국 액량 온스 |
| 액량 드람 | fl dr  | 1⁄8 액량 온스  | 3.6967 mL   | 1.041 제국 액량 드람 |
| 미님      |        | 1⁄60 액량 드람 | 61.61 μL    | 1.041 제국 액량 미님 |

참조
1. ↑  미국 갤런의 정의로, 이 값은 소수점 아래가 없는 정확한 참값이다.

### 질량의 단위
| 미국 파운드 | 0.4535924277kg |
| 제국 파운드 | 0.453592338kg  |
| 국제 파운드 | 0.45359237kg   |

제국 단위계와 미국 단위계에서 질량 단위는 동일한 표준을 사용했지만 19세기 상형파운드의 배수에 양 단위계의 차이가 발생했다. 두 단위계 모두 일반적인 용도로는 상형을, 귀금속에는 트로이를, 약품에는 약형이라는 3가지 종류의 질량 단위를 사용한다.

#### 상형
| 단위   | 축약어 | 정의             | SI 단위변환 |
| ------ | ------ | ---------------- | ----------- |
| 온스   | oz     | 16 dr 437+1⁄2 gn | 28.35 g     |
| 파운드 | lb     | 16 oz 7000 gn    | 453.6 g     |
| 스톤UK | st     | 14 lb            | 6.350 kg    |
| 톤US   |        | 2000 lb          | 907.2 kg    |

참조
1. ↑  1파운드는 0.45359237 kg로 정의된다.

#### 트로이
| 단위        | 축약어 | SI 단위변환 |
| ----------- | ------ | ----------- |
| 트로이 온스 | oz t   | 31.10 g     |

참조

#### 약형
약형 질량은 약학, 제약 산업에서 사용되었던 단위로 중세 이후부터 거의 그 정의가 바뀌지 않았다. 약형 파운드와 약형 온스는 트로이 파운드, 온스와 동일하지만 각 단위계마다 단위가 구분된다. 영국에서는 1970년 약형을 폐지하고 미터법으로 대체했다.
| 단위     | 축약어 | 정의         | SI 단위변환 |
| -------- | ------ | ------------ | ----------- |
| 그레인   |        |              | 64.80 mg    |
| 스크러플 | ℈      | 20 grains    | 1.296 g     |
| 드람     | ʒ      | 3 ℈          | 3.8879346 g |
| 온스     | ℥      | 8 ʒ          | 31.10 g     |
| 파운드   | ℔      | 12 ℥ 5760 gn | 373.2 g     |

### 에너지, 힘, 온도의 단위
영미식 단위계에서 파생된 대부분의 파생 측정 단위는 단위계의 특정 단위를 합성해 만든 단위이다. 예를 들어 압력의 단위인 제곱 인치 당 파운드(psi)가 있다. 마력과 같이 파운달 이외의 대부분 파생단위는 일관성은 존재하지 않지만 전통적인 공학, 작업 과정에서 나온 관행적 단위가 굳어져서 생긴 단위이다.
| 종류   | 단위           | 축약어 | 단위계        | 정의                                                                        | SI 단위변환 |
| ------ | -------------- | ------ | ------------- | --------------------------------------------------------------------------- | ----------- |
| 힘     | 파운달         | pdl    | FPS           | 1파운드의 질량을 1 ft/s2만큼 가속하는데 필요한 힘                           | 0.1383 N    |
| 힘     | 파운드힘       | lbf    | BGS, EEU      | 중력에 1파운드의 질량이 가해지는 힘                                         | 4.448 N     |
| 질량   | 슬러그         |        | BGS           | 1파운드힘의 힘을 받을 때 1 ft/sec2만큼 가속되는 정도의 질량                 | 14.59 kg    |
| 질량   | 파운드         | lbm    | EEU           | 1파운드힘의 힘을 받을 때 g ft/sec2만큼 가속되는 정도의 질량 (32.17 ft/sec2) | 0.4536 kg   |
| 힘     | 마력           | hp     | EEU           | 550 lb의 질량을 중력을 거슬러 1 ft/s의 속도로 올리는데 필요한 힘            | 745.7 W     |
| 에너지 | 영국 열량 단위 | BTU    | FPS, BGS, EEU | 1 lb의 액체 상태 물을 1 °F (5⁄9 °C) 올리는데 필요한 에너지의 양             | 1055 J      |
| 온도   | 화씨           | °F     | FPS, BGS, EEU |                                                                             | ⁠9/5⁠ °C + 32 |

### 기타 단위
위에 나열된 단위 이외에도 영미식 단위계에는 수백 가지의 서로 다른 측정 단위가 있으며 그 중 상당수는 특정 산업에서만 사용하던 특화단위이다. 이런 단위는 이론적으로 동일한 치수의 일반적인 단위로 바꿔 쓸 수 있는데 예를 들어 석유 산업에서 사용하는 배럴(42 미국 갤런, 34.97 제국 갤런, 150.9 L)는 부피 종류의 단위이며 세제곱미터 혹은 리터로 대체해서 사용할 수 있다.
전압(볼트), 전류(암페어), 전기 저항(옴)의 단위는 전기산업이 나타나기 시작한 1881년부터 1906년 사이에 열린 미국 시카고의 국제전기기술위원회(IEC) 총회에서 국제적인 합의가 이루어지며 미터법으로 정의되었다. 당시 유럽 대륙에서는 대부분 미터법이 정착되어 있었으며 영국에서는 미터법이 이슈가 되어있었다. 마찬가지로 방사선의 측정 단위도 미터법으로 정의되었으며 1928년 스웨덴 스톡홀름에서 열린 제2회 국제방사선학회의에서 처음으로 국제적 합의가 이루어졌다.

## 사용 국가

2023년 기준 전 세계 각국이 사용하는 도량형을 정리한 지도. 파랑은 미터법 사용 국가, 녹색은 미국 단위계 사용 국가, 보라는 제국 단위계와 미터법 혼용 국가다.

1960년대 대부분의 영어권 국가가 미터화를 거치며 전부 미터법으로 교체되며 미터화가 이뤄진 국가는 제국 단위계와 미국식 단위계를 일부 혹은 전부 대체하였다. NIST에서 발표한 영미 단위계의 현 상황은 “영국에서는 SI 단위계가 공식 단위계로 사용되나 미국에서는 여전히 미국 관습단위계가 사용되고 있다”고 말하고 있다.
하지만 영미 단위계의 사용 상황은 명확하게 나눌 수 없다. 예를 들어 미국의 경우 항공기 제조업에서는 미국 관습단위계를 사용하지만 자동차 제조업과 같은 특정 산업에서는 미터법을 지배적으로 사용한다. 영국에서는 대부분의 상황에서는 미터법 사용을 강제하고 있지만 도로 표지판, 속도계, 생맥주와 같이 특별한 분야에서는 미터법 강제가 면제되며 영미 단위계를 사용할 수 있다. 영연방 국가에서도 미터화가 이루어져 오스트레일리아, 인도, 뉴질랜드에서는 미터화가 완벽히 이루어졌다. 캐나다의 경우에는 많은 지역에서 제국 단위계를 밀어내고 미터법이 도입되었다.
미얀마의 상황은 독특하다. 미얀마는 영국의 도량형인 제국 단위계와 미얀마 전통 단위계, 미터법도 일부 사용한다. 일상생활에서 각 단위계들을 특정 대상에만 사용하는 형태이고, 정부 발표에서도 일상생활의 영향으로 각 단위계들을 일관성 없이 사용하는 모습을 보인다. 정부 발표에서도 길이를 제국 단위계인 '마일'로, 넓이는 미터법인 '헥타르'로, 차량속도는 'km'로, 무게는 전통 단위계인 '티컬'로 표시하는 등이다. 2013년 정부가 미터법 도입을 시작하겠다고 공식 발표하였다.
영미 단위계는 공식적인 정의를 SI 단위계를 사용하여 국제야드는 정확하게 1야드가 0.9144 m고 1상형파운드가 정확하게 0.45359237 kg로 정의되어 두 단위계 모두 미터법에서의 초의 정의를 사용한다.

## 같이 보기
- 미터법
- 척관법
- 단위 변환
- 미얀마의 단위계